# جان لنون
جان وینستون اونو لنون (انگلیسی: John Winston Ono Lennon؛ ۹ اکتبر ۱۹۴۰ – ۸ دسامبر ۱۹۸۰) خواننده، ترانه‌سرا و نوازنده انگلیسی بود. او به عنوان خوانندهٔ اصلی، ترانه‌نویس اصلی و گیتاریست ریتم بیتلز و همچنین به عنوان یکی از بنیان‌گذاران این گروه به شهرت جهانی دست یافت. مشارکت او با پل مک‌کارتنی در ترانه‌سرایی، یکی از موفق‌ترین همکاری‌ها در تاریخ است. او در سال ۱۹۶۹ گروه موسیقی پلستیک اونو بند را با همسر دوم خود، یوکو اونو، تشکیل داد. پس از از هم پاشیدن بیتلز در ۱۹۷۰، لنون فعالیت حرفه‌ای خود را به عنوان هنرمند تک‌خوان و همکار با اونو ادامه داد.
لنون که در لیورپول به دنیا آمد، در دورهٔ نوجوانی به ژانر اسکیفل کریز علاقه‌مند شد. در ۱۹۵۶، او نخستین بند خود را با نام کوآری‌من تشکیل داد که در سال ۱۹۶۰ به بیتلز تبدیل شد. او در ابتدا رهبر بالفعل گروه بود و این نقش به تدریج به مک‌کارتنی واگذار شد. لنون به دلیل شخصیت سرکش و منطق شوخ‌طبعی در موسیقی، نوشتن، نقاشی، فیلم و مصاحبه‌هایش شناخته شده‌است. در اواسط دههٔ ۱۹۶۰، او دو کتاب چاپ کرد: در خودش بنویسید و یک اسپانیولی در حال کار است که هر دو گردآوری‌شدهٔ نوشته‌های پوچ و تصویرهای خطی بودند. ترانه‌های او از سوی جنبش ضد جنگ و پادفرهنگ به عنوان سرود پذیرفته شده‌است؛ یکی از این ترانه‌ها «تنها چیزی که نیاز داری عشق است» در ۱۹۶۷ است.
از ۱۹۶۸ تا ۱۹۷۲، لنون بیش از ۱۲ اثر با اونو تهیه‌کنندگی کرد؛ از جملهٔ سه‌گانهٔ آلبوم‌های آوانگارد، نخستین ال‌پی تک‌خوان او جان لنون/پلستیک اونو بند و تک‌آهنگ‌های راه‌یافته در جایگاه ۱۰تای برتر جدول‌های جهانی «به صلح یک شانس بده»، «کارمای فوری!»، «تصور کن» و «کریسمس مبارک (جنگ تمام شد)». در ۱۹۶۹، او تظاهرات دو هفته‌ای ضد جنگ تخت‌خواب برای صلح را برگزار کرد. پس از مهاجرت به شهر نیویورک در ۱۹۷۱، انتقاد او از جنگ ویتنام منجر به تلاش سه سالهٔ دولت ریچارد نیکسون برای دیپورت او شد. در سال ۱۹۷۵، لنون برای تربیت فرزند خردسال خود، شان، از تجارت موسیقی کناره‌گیری کرد و در ۱۹۸۰، با آلبوم فانتزی دوبرابر با همکاری اونو بازگشت. او سه هفته پس از انتشار این آلبوم، توسط یکی از طرفداران بیتلز، مارک دیوید چپمن، در طاق ساختمان آپارتمان خود در منهتن مورد اصابت گلوله قرار گرفت و کشته شد.
لنون به عنوان خواننده، نویسنده یا نویسنده مشترک، ۲۵ تک‌آهنگ در صدر جدول بیلبورد هات ۱۰۰ به ثبت رسانده‌است. فانتزی دوبرابر، پرفروش‌ترین آلبوم او، در ۱۹۸۱ برندهٔ جایزهٔ گرمی آلبوم سال شد. در ۱۹۸۲، لنون برای مشارکت برجسته‌اش در موسیقی، برنده جایزهٔ بریت شد. در ۲۰۰۲، لنون در نظرسنجی بی‌بی‌سی از ۱۰۰ بریتانیایی کبیر در رتبه هشتم قرار گرفت. رولینگ استون او را پنجمین خواننده بزرگ و سی و هشتمین هنرمند بزرگ تاریخ رتبه‌بندی کرد. نام او به تالار مشاهیر ترانه‌سرایی (در ۱۹۹۷) و تالار مشاهیر راک اند رول (دو بار، به عنوان عضو بیتلز در ۱۹۸۸ و به عنوان هنرمند تک‌خوان در ۱۹۹۴) راه یافته‌است.

## آغاز زندگی
لنون در ۹ اکتبر ۱۹۴۰ در بیمارستان ماترنیتی در شهر لیورپول انگلیس، در خانواده‌ای از طبقه کارگر درحالی به‌دنیا آمد که پدرش حضور نداشت. وی همواره می‌خواست مانند پدرش سرباز نیروی دریایی پادشاهی بریتانیا شود، اما پس از گوش‌سپردن به آهنگ‌های الویس پریسلی به موسیقی روی آورد.

## زندگی
شهرت لنون با آوازخوانی در گروه موسیقی بیتلز شروع شد، گروهی که وی بنیان‌گذار و در واقع مغز متفکر آن به‌شمار می‌رفت و با عضو دیگر گروه (پل مک کارتنی) ایجاد کرده بود. این گروه ۱۲ آلبوم منتشر کرد که اولین آن‌ها «Please, Please me» در مارس ۱۹۶۳ به بازار آمد. پس از آن‌که آهنگ اصلی آلبوم در صدر فروش در بریتانیا و آمریکا قرار گرفت، دیگر شهرت لنون فراگیر شده بود.
در سال ۲۰۱۰، فروش آلبوم انفرادی لنون در ایالات متحده بیش از ۱۴ میلیون نسخه بود. تعداد ۲۵ تک‌آهنگ او در ۱۰۰ اثر برتر بیلبورد ایالات متحده نیز نمودار بودند. لنون ماهیت سرکش و شوخ‌طبعی در موسیقی خود داشت. نوشته‌ها، نقاشی‌ها و فیلم‌های او بر پایه مصاحبه‌های وی، او را فعال سیاسی صلح‌طلب و بحث‌برانگیز نشان می‌داد. وی در سال ۱۹۷۱ به شهر نیویورک نقل‌مکان کرد، جایی که منتقد جنگ ویتنام و دولت ریچارد نیکسون بود که به اخراج یا تبعید وی از خاک آمریکا منجر شد. در حالی که آهنگ‌ها و ترانه‌های خود را بر پایه سرود «جنبش ضد جنگ» به تصویب رساند.
او به‌جز موسیقی در زمینه‌های سیاست، صلح، نویسندگی و هنرپیشگی نیز فعالیت کرده بود. لنون به عنوان یکی از بهترین موسیقی دان‌های قرن بیستم در سراسر دنیا شناخته می‌شود. چنان‌که در نظرسنجی بی‌بی‌سی از مردم انگلستان، در سال ۲۰۰۲، مقام هشتم و از دید مجله رولینگ استون مقام پنجم را کسب، و او را در بین صد شخصیت برتر بریتانیایی در طول تاریخ نشان داد.
لنون صاحب دو فرزند، از دو همسر خود بود. جولیان لنون از همسر اولش سینتیا لنون و شان تارو اونو لنون از همسر دومش یوکو اونو که هر دو پا در راه موسیقی گذاشته‌اند.
وی در موسیقی سبک راک اند رول، در دهه شصت میلادی، تأثیر به‌سزایی داشت. به‌طوری‌که برخی از ترانه‌های خوب بیتلز از کارهای او هستند و ترانه‌های وی از ترانه‌های پل مک کارتنی نیز درون‌گرایانه‌تر می‌باشند «دشت‌های توت فرنگی برای همیشه» (۱۹۶۷) و «من گراز دریایی هستم» (۱۹۶۷) از تک‌آهنگ‌های به‌یادماندنی او می‌باشد.
یکی از اظهار نظرهای جنجال‌برانگیز جان لنون در سال ۱۹۶۶ و در دورهٔ اوج شهرت بیتل‌ها بود. لنون طی مصاحبه‌ای که در ۴ مارس ۱۹۶۶، با روزنامهٔ انگلیسی ایونینگ استاندارد انجام داده بود، گفت که بیتل‌ها از مسیح هم محبوب‌ترند. پیامد سخنان لنون برانگیخته‌شدن خشم مقامات واتیکان، تحریم محصولات بیتل‌ها، لغو کنسرت‌های‌شان و سوزانده‌شدن صفحه‌ها و عکس‌های‌شان به‌خصوص در ایالات متحده بود. مقامات واتیکان در سال ۲۰۰۸ و پس از گذشت ۲۸ سال از مرگ لنون اعلام کردند او را به‌خاطر سخنان نسنجیده‌اش بخشیده‌اند. در ۷۰ سالگرد تولدش گوگل نماد خود را برای احترام به او تغییر و آهنگ متن تصور کن را در کنار لوگو قرار داد.
جان لنون آهنگ‌هایی با مضمون صلح دارد، ازجمله مشهورترین آهنگش آهنگ «تصور کن» یا «به صلح شانسی بده» و «زنده باد مردم» و «قهرمان طبقهٔ کارگر» یا «تمامی نیاز تو عشق است».
او در سال ۱۹۶۹ لقب شوالیهٔ خود را در اعتراض به دست داشتن بریتانیا در ناآرامی‌های نیجریه و حمایت بریتانیا از آمریکا در جنگ ویتنام قبول نکرد.
آهنگ «تصور کن» در لیست پانصد آهنگ برتر تمام تاریخ مجلهٔ رولینگ استون رتبهٔ سوم را به خود اختصاص داد. از این آهنگ به عنوان امضای جان لنون یاد می‌کنند.

## مرگ

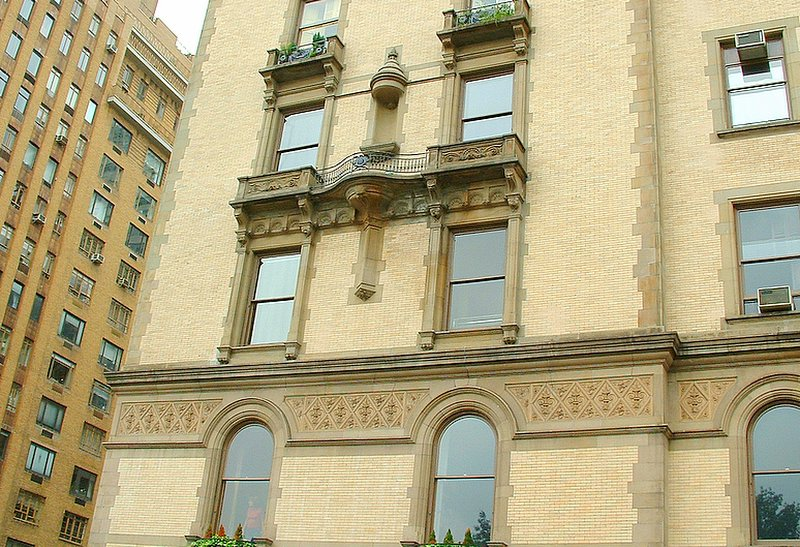
آپارتمان جان لنون در داکوتا در نیویورک.

در روز هشتم دسامبر سال ۱۹۸۰، وی در حالی که همراه همسرش یوکو اونو به آپارتمان خود در ساختمان داکوتا در شهر نیویورک بازمی‌گشت، به دست یکی از طرفداران سابقش به نام مارک دیوید چپمن به ضرب چهار گلوله کشته شد. جان در آن زمان تازه به سن ۴۰ سالگی رسیده بود. مارک دیوید چپمن از آن زمان تا به حال در زندان به سر می‌برد.
چپمن خواندن کتاب ناطور دشت اثر سَلینجر را منشأ الهام به قتل رساندن لنون بیان کرده‌است. در سال‌های دهه شصت وقتی خبرنگاری از جان لنون پرسیده بود که مرگش را چگونه تصور می‌کند، گفته بود: «احتمالاً یه دیوونه ترتیبم رو می‌ده».

## فروش میلیونی گیتار
در نوامبر ۲۰۱۵ گیتاری متعلق به وی در یک حراجی در کالیفرنیا دو میلیون و چهارصد هزار دلار فروخته شد و رکورد گرانترین گیتاری که توسط یکی از اعضای بیتلز نواخته شده‌است را شکست. لنون حدود یک سال این گیتار را داشت. اما در سال ۱۹۶۳ این گیتار ناپدید شد و بیش از نیم قرن کسی نمی‌دانست مالک آن کیست؛ تا اینکه در سال ۲۰۱۴ مردی به نام جان مک‌کا با دیدن خبری دربارهٔ جورج هریسون و عکس او با گیتاری که در دست دارد، متوجه شباهت بین گیتار هریسون و گیتار خودش شد. وی این گیتار را در دهه ۱۹۶۰ به قیمت ۲۷۵ دلار خریده بود. اصالت گیتار را اندی بابیوک کارشناس سازهای گروه بیتلز با مقایسه عکس‌ها و کنسرت‌ها تأیید کرد.